# Sangre de mayo
Sangre de mayo és una pel·lícula espanyola de 2008 de gènere històric dirigida per José Luis Garci. L'argument està basat en dos dels Episodios nacionales de Benito Pérez Galdós, La Corte de Carlos IV i El 19 de marzo y el 2 de mayo, n els quals es compta l'aixecament del poble de Madrid contra l'exèrcit francès aquarterat a la ciutat, el 2 de maig de 1808. Els fets van inspirar Goya els quadres Els afusellaments del tres de maig i La càrrega dels mamelucs a la Puerta del Sol.
La pel·lícula va ser encarregada per la presidenta de la Comunitat de Madrid, Esperanza Aguirre, per a commemorar el bicentenari de la insurrecció contra les tropes del general Murat. Va ser produïda per Nickel Odeón Dos y Telemadrid.

## Sinopsi
Any 1808. El jove Gabriel Araceli treballa com a linotipista en una modesta impressió de Madrid. La seva xicota, Inés, és una bonica òrfena que viu a Aranjuez, acollida pel seu oncle, el malvat Don Celestino Santos. Durant la seva visita al lloc reial per veure la promesa, Gabriel coincideix amb la històrica revolta del 19 de març contra Godoy, el palau del qual és assaltat per la multitud. Pensant en el bé de la noia, Don Celestino va consentir que Inés es traslladés a Madrid per viure amb els seus parents don Mauro Requejo i la seva germana Restituta. Gabriel, que es troba a prop de la seva xicota, rep un treball com a cambrer en una botiga. Amb l'ajuda del noi Juan de Dios, que està enamorat de la noia, intenta segrestar Inés, perquè Don Mauro vol casar-se amb ella. I després de moltes vicissituds, Gabriel s'apropa a Inés aprofitant la recepció tumultuosa que els madrilenys rendeixen al nou rei Ferran VII, El desitjat. Tenen previst fugir a Cadis, el lloc de naixement del noi, però, amb el pretext del seu camí cap a Portugal, les tropes de Napoleó entren a Espanya. Han fet amics i aliats, però els soldats francesos són impopulars amb la població de Madrid, que els considera invasors. I el 2 de maig esclata la revolta popular contra els soldats imperials. I, de passada, Gabriel Araceli està involucrat en les ferotges batalles que tenen lloc a la Puerta del Sol i a altres llocs de Madrid.

## Repartiment
- Quim Gutiérrez - Gabriel
- Manuel Galiana - Don Celestino
- Lucía Jiménez - Plata
- Paula Echevarría - Inés
- Enrique Villén
- Fernando Guillén
- Fernando Guillén Cuervo
- Tina Sainz
- Natalia Millán
- Carlos Larrañaga
- Miguel Rellán

## Premis
XXIII Premis Goya
| Categoría                        | Persona                            | Resultado  |
| -------------------------------- | ---------------------------------- | ---------- |
| Millor actriu de repartiment     | Tina Sainz                         | Candidata  |
| Millor fotografia                | Félix Monti                        | Candidat   |
| Millor direcció artística        | Gil Parrondo                       | Candidat   |
| Millor disseny de vestuari       | Lourdes de Orduña                  | Candidata  |
| Millor maquillatge i perruqueria | Romana González Alicia López       | Candidates |
| Millor so                        | Miguel Rejas José Antonio Bermúdez | Candidats  |
| Millors efectes especials        | Juan Ramón Molina Alberto Nombela  | Candidats  |